# Тамбала (громада)
Тамба́ла (англ. Tambala) — традиційна громада у складі дистрикту Дедза Центрального регіону Малаві.
Населення — 84103 особи (2018).